# Лидакс, Харий Мартынович
Харий Мартынович Лидакс (латыш. Harijs Līdaks; 9 августа 1934 года, деревня Куйвижи, Валмиерский уезд, Латвия — 25 августа 2008 года, Рига, Латвия) — капитан среднего рыболовного траулера № 4580 Управления экспедиционного лова, гор. Лиепая Латвийской ССР. Герой Социалистического Труда (1961). Депутат Верховного Совета Латвийской ССР.

## Биография
Родился в 1934 года в семье рыбака в деревне Куйвижи Валмиерского района, Латвия. В 1950 году окончил среднюю школу в Салацгриве и поступил на учёбу в мореходную школу в Риге. С 1953 года проходил практику нас стальном траулерном боте СТБ-2026 «Большевик» Лиепайского рыбного порта. С 1954 года трудился на различных рыболовецких судах вторым и позднее — старшим помощником капитана. В сентябре 1954 года совершил рейс в Северную Атлантику на рефрижераторном судне РР-1261 «Сельдь». Член КПСС.
В ноябре 1955 года в возрасте 22 лет назначен капитаном среднего рыболовного траулера СТР-4266 «Весета» и позднее — капитаном СРТ-4580 «Добеле» Лиепайского управления экспедиционного лова. Под его руководством экипаж судна добывал сельдь в Северной Атлантике и досрочно выполнил плановые задания по добыче рыбы. Указом Президиума Верховного Совета СССР от 6 апреля 1961 года удостоен звания Героя Социалистического Труда «за выдающиеся успехи в развитии рыбного промысла в открытых морях и достигнутые высокие показатели в добыче рыбы» с вручением ордена Ленина и золотой медали Серп и Молот.
В 1965 году окончил Лиепайскую мореходную школу. В последующие годы: капитан различных рыболовецких судов СРТ, капитан-директор большого морозильного рыболовного траулера БМРТ-346 (1965—1970). С 1970 года — капитан Рижского морского флота — начальник портнадзора.
Избирался депутатом Верховного Совета Латвийской ССР, в 1960 году — делегатом XVII съезда Компартии Латвии.
С 1992 года возглавлял Регистр моряков Латвийской морской администрации. Занимался организацией Латвийского морского союза и Латвийской морской академии.
В январе 1998 года вышел на пенсию. Проживал в Риге, где умер в августе 2008 года. Похоронен на кладбище в Салацгриве.
Память
- Латышский писатель Адольф Талцис написал о Харии Лидаксе книги «Капитан далёких морей» (1962) и «Встреча с океаном» (1964)
- О Харии Лидаксе снят документальный фильм «Капитан дальнего плавания Харий Лидакс» (2005, режиссёры — Х. Сулайнис, Г. Шиманис).

Награды и звания
СССР
- Герой Социалистического Труда
- Орден Ленина

Латвия
- Крест Признания I степени (03.05.2005[4])